# Resolutie 562 Veiligheidsraad Verenigde Naties
Resolutie 562 van de Veiligheidsraad van de Verenigde Naties werd op 10 mei 1985 unaniem aangenomen na een aparte stemming over elke paragraaf. De resolutie riep de landen in Centraal-Amerika op om de gesprekken die tot doel hadden tot een oplossing van de crisis in hun regio te komen te hervatten.

## Achtergrond
Begin jaren 1980 waren de landen Nicaragua, Honduras en ook El Salvador in conflict met elkaar. In Nicaragua voerden allerlei groeperingen een gewapende strijd tegen de overheid. Die groeperingen werden heimelijk gesteund door de Verenigde Staten. Die laatsten gingen ook een overeenkomst aan met Honduras tegen communistische bewegingen in Nicaragua en El-Salvador.
Colombia, Mexico, Panama en Venezuela lanceerden toen de Contadora-groep, een initiatief om de conflicten in Centraal-Amerika te bezweren.

## Inhoud
De Veiligheidsraad:
- Heeft de verklaring van Nicaragua gehoord.
- Heeft ook de verklaringen van verschillende VN-lidstaten gehoord.
- Herinnert aan resolutie 530 die het recht van Nicaragua en andere landen in de regio om in vrede en zonder inmenging van buitenaf te leven erkende.
- Herinnert ook aan resolutie 38/10 van de Algemene Vergadering het recht van alle volken bevestigde om over hun eigen staatsvorm en economisch, politiek en sociaal systeem te beslissen.
- Herinnert ook aan 39/4 van de Algemene Vergadering die de inspanningen van de Contadora-groep aanmoedigde en opriep tot samenwerking in de regio.
- Herinnert aan 2625 (XXVV) van de Algemene Vergadering met het principe dat geen land maatregelen mag nemen die de soevereiniteit van een ander doorkruisen.
- Herbevestigt dat alle lidstaten hun verplichtingen uit het Handvest van de Verenigde Naties moeten naleven.

1. Herbevestigt de soevereiniteit en het recht van Nicaragua en andere landen om over hun eigen politieke, economische en sociale systeem te beslissen en internationale relaties te ontwikkelen in het belang van hun volk zonder inmenging of bedreiging van buitenaf.
2. Herbevestigt nog eens haar steun aan de Contadora-groep en is ervan overtuigd dat enkel echte politieke steun van de betrokken landen de vrede zal vooruithelpen.
3. Roept alle landen op geen acties tegen andere landen te ondernemen die de vrede kunnen ondermijnen.
4. Roept de Verenigde Staten en Nicaragua op hun gesprekken in Manzanillo (Mexico) voort te zetten met het oog op een normalisatie van hun betrekkingen.
5. Vraagt secretaris-Generaal Javier Pérez de Cuéllar de Veiligheidsraad op de hoogte te houden over de situatie en de uitvoering van deze resolutie.
6. Besluit om op de hoogte te blijven.

## Verwante resoluties
- Resolutie 530 Veiligheidsraad Verenigde Naties (1983)
- Resolutie 637 Veiligheidsraad Verenigde Naties (1989)
- Resolutie 644 Veiligheidsraad Verenigde Naties (1989)

Lijst ·  560 ·  561 ·  562 ·  563 ·  564 ·  565 ·  566 ·  567 ·  568 ·  569 ·  570 ·  571 ·  572 ·  573 ·  574 ·  575 ·  576 ·  577 ·  578 ·  579 ·  580